# Idaea pallida
Idaea pallida là một loài bướm đêm trong họ Geometridae.